# Чана (мова)
Мова Чана́ ісп. Chaná [автоглосонім: Lanték, що означає «говорити» або «мова»; від lan — «мова» і tek — комунікативний суфікс.] — одна з чарруанських мов, якою розмовляє народ чана́ на території сучасних Аргентини та Уругваю вздовж річок Уругвай і Парана на узбережжі Ріо-де-ла-Плати.

## Історія
Цією мовою чана́ розмовляли з доколумбових часів у величезному регіоні, що сьогодні знаходиться між провінцією Ентре-Ріос, Аргентина та Уругвай, та річками Уругвай і Парана-Гуасу. Згідно з нещодавніми усними переказами, в давнину вони населяли території навколо сучасного бразильського берега річки Уругвай. Пізніше вони мігрували з цього місця вздовж річок Уругвай і Парана від витоку річки Ігуасу і від річки Парагвай до нинішнього місця розташування міста Асунсьйона столиці Парагваю.
ЮНЕСКО визнає її як живу мову, але також як «надзвичайно зникаючу», оскільки вона має лише одного носія. У 2018 році Палата депутатів провінції Ентре — Ріос визнала необхідність для уряду визнати та захистити мову.

## Блас Вільфредо Омар Хайме

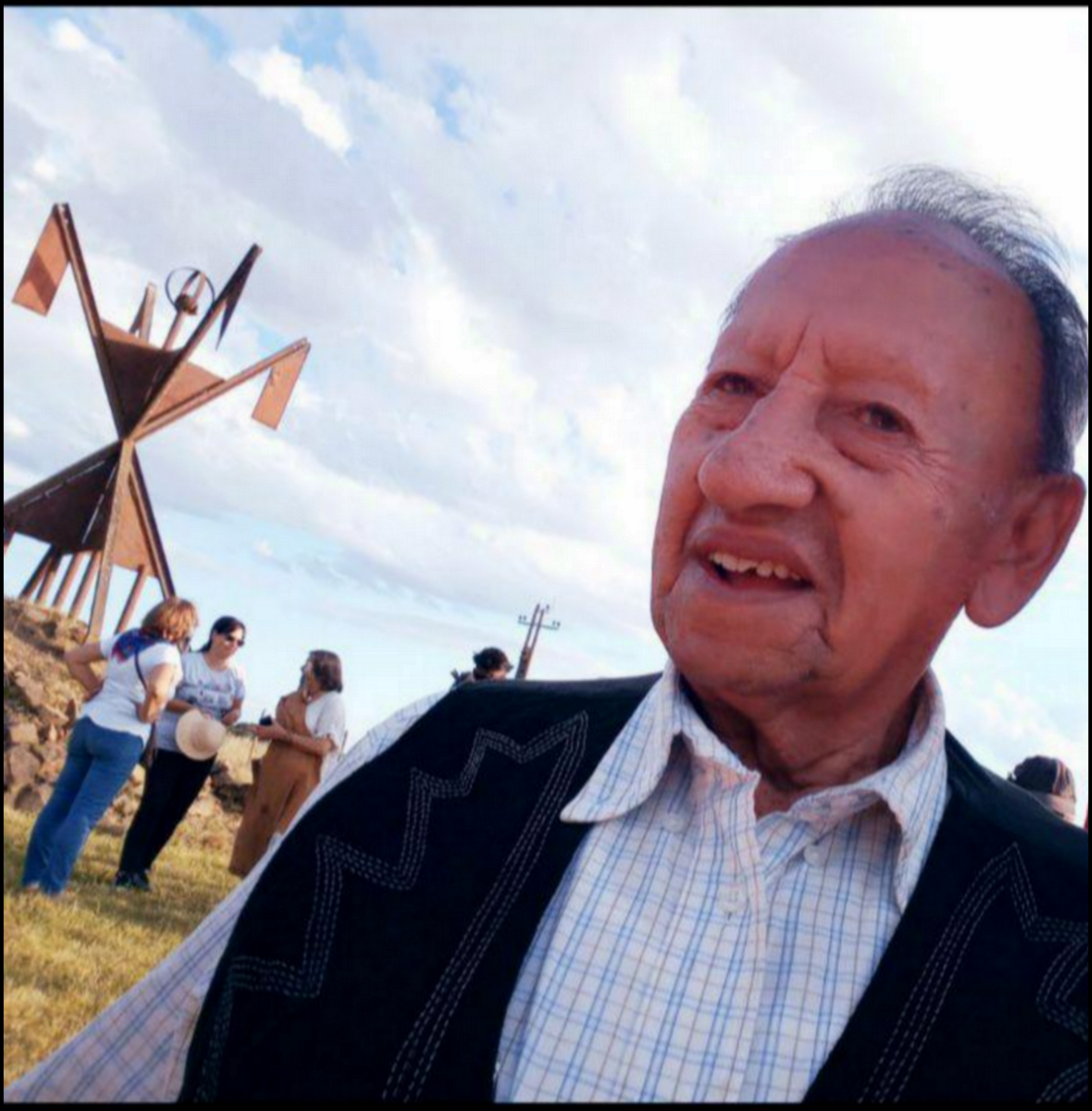
Блас Хайме, 2019

Блас Вільфредо Омар Хайме [Blas Wilfredo Omar Jaime] (Agó Acoé Inó, «собака без господаря» — мовою чана, Ногоя́, Ентре-Ріос, 2 лютого 1934), аргентинець Блас Хайме, є єдиним носієм мови чана́. Зараз його називають Tató Oyendén, або хранителем пам'яті предків.
Мова, яку Блас вивчив від своїх предків, вважалася вимерлою до того, як у нього взяв інтерв'ю лінгвіст Хосе Педро Вієгас Баррос. Вони разом написали книгу «La Lengua Chaná» культурна спадщина Ентре — Ріоса", яку видав офіційний друкований орган уряду провінції Ентре-Ріос. Орган опублікував книгу на знак визнання «Lanték» (мови чана́) для підтримки культурної спадщини провінції.

## Словник Вієгаса-Хайме
«Лантек» була визнана частиною «Культурної спадщини провінції Ентре-Ріос». Перший словник мови вийшов у провінційному видавництві Ентре-Ріос. Видання містило словник, складений за допомогою Дон Блас Вільфредо Омар Хайме та енциклопедичне дослідження культури чана́. Також було кілька розділів про лінгвістику чана́, написаних Вієгасом Барросом.
Дослідження культури чана́ охоплювало четвертий і останній розділ книги. Багато етнолітератури чана́ було отримано під час сесій з Вієґасом Барросом протягом семи років, що передували до публікації цього тому. До книги також додається аудіодиск, який містить записи Дона Бласа, який розмовляє своєю лантекською мовою.

## Чана в різних медіа
- «Blas Jaime, el guardamemoria» — це радіоробота, що розповідає про останнього носія мови чана́. Мікрофільм «Культура чана́: музика» описує причини, чому його народ не має музики.
- В Італії у 2016 році на фестивалі Латиноамериканського кіно[14] в Трієсті дебютував документальний фільм режисерки Марини Цайзінґ[15] «Lantéc Chaná»[16]. Який згодом став доступним у вільному доступі на ютубі[17]. Станом на 2024 рік доступні автоматично згенеровані іспанські субтитри.
- У 2022 році виконавиця La Charo випустила пісню "Lantec Chaná (feat. La Charo) - Atahualpa Puchulu"[18] мовою чана́.
- 13 лютого 2024 року вийшла стаття Наталі Алькоба з New York Times під назвою «This Language Was Long Believed Extinct. Then One Man Spoke Up.» Довгий час вважалося, що ця мова вимерла. Аж поки одна людина не заговорила. Блас Хайме витратив майже два десятиліття на відродження мови чана́, мови корінних жителів Аргентини, яку він вивчив від своєї матері."